# Walther Gmeindl
Walther Gmeindl   (Hainburg an der Donau, 31 de desembre de 1890 - Hainburg an der Donau, 1 de setembre de 1958) fou un compositor austríac, director i professor de música.
Walther Gmeindl va rebre la seva formació a l'Acadèmia de Música de Viena, piano amb Josa Hrdlicka-L'scher, violoncel amb Th. Kretschmann, composició amb F. Schreker. Com alumne de Franz Schreker, va publicar articles sobre l'obra del seu professor i va fer transcripcions claus de les seves composicions orquestrals. El 1915 Bruno Walter el va portar al "M'nchner Hofoper" com a répétiteur, més tard director coral i Kapellmeister. El 1922 Schreker el va contractar com a professor, el 1929 com a professor de composició i com a cap de l'escola d'orquestres de la Berlin Musikhochschule. Durant algun temps va treballar com a director d'òpera a Múnic, però és conegut principalment com a professor de llarga durada (des del 1922 fins al final de la Segona Guerra Mundial) a l'Escola de Música de Berlín, on entre d'altres estudiants de Gmeindl foren Bernd Bergel, Sergiu Celibidache, Dimitris Fabas, Ernst Pepping, Jerzy Fitelberg, Adolf Brunner, Jan Meyerowitz, Klaus Egge i altres, des de 1927 també va dirigir lOrquestra Acadèmica de Berlín. Als anys cinquanta. va ensenyar a l'Acadèmia de Música de Viena.

## Enregistraments
- Walther Gmeindl - Divertimento Militare Sine Sinfonia; Leopold Mozart; "Deutsche Grammophon" DGS 15 (DGS) 15 (1947)[4]
- Arranjament Die Gezeichneten (Schreker, Franz)[5]

Escrits

- Die Gezeichneten. Òpera en 3 actes de Franz Schreker. Arranjament de piano amb text de Walther Gmeindl. Editor: Viena, Edició Universal, 1916.[3]